# Lorenzo Lotto
Lorenzo Lotto (omkring 1480 i Venedig – ca. 1556 i Loreto) var en italiensk maler.
Lotto var sandsynligvis elev af Alvise Vivarini, videre uddannet under indflydelse fra sin arbejdsfælle Palma Vecchio og især fra Giorgione. Imidlertid er Lotto en særpræget kunstner, trods skiftende påvirkninger, from og inderlig i følelsen (han har udelukkende malet religiøse billeder og så sine ypperlige intime portrætter, som biskoppen i museum i Neapel og manden med det røde skæg i Brera), med en kolorit, hvis kraftige, lysende farver i deres sammensmeltning og Clairobscuranslag kan føre tanken hen på Correggio. Lottos hovedvirksomhed faldt i Bergamo og Venedig (1515—24 og efter 1526), en tid lang opholdt han sig) i Rom (mellem 1506 og 1512), i Treviso (1503—06) og senere i Marc Ancona(?) (mellem 1506 og 1512 og efter 1550). Til Lottos ungdomsarbejder hører Loth og Døtre (Museum Civico, Milano), alterbilledet i Santi Christina i Treviso, det skønne Madonna mellem Saint Onufrius og en Biskop (1508, Galleri Borghese i Rom). Senere kommer de farveglødende billeder fra Bergamo, de tre madonnaer i Bergamos San Bartolomeo, Santo Spirito og San Bernardino, hvor Lotto viser sig som Correggios åndsbeslægtede, endvidere Den hellige Katharinas Trolovelse (lignende fremstilling i Kvirinalet), der sammen med andre værker ses i Bergamos Galleri; fra samme by er de interessante fresker i San Michele Arcangelo. Andre fresker i Treviso (San Nicolo, Trescore Balneario i grev Suardis Oratorium). I Venedigs Carmine malede han et alterbillede, i Santi Giovanni e Paolo Den hellige Antonius’ Glorie (1529). Endvidere kan nævnes alterbilleder i Municipio i Recanati, Santa Conversazione (Wien), Kristi Afsked med sin Moder (1521, Berlins Kaiser Friedrich Museum), Kyskhedens Triumf (Palazzo Pallavicini-Rospigliosi i Rom) og så fremdeles. Som prøver på Lottos fremragende portrætkunst kan foruden de alt nævnte anføres: Kvindeportrættet i Brera i Milano, mandsportrætter i Galleri Borghese og Palazzo Doria (Rom), i Berlins Kaiser Friedrich-Museum Arkitekten osv., i Londons National Gallery dobbeltportræt og familiebillede; endvidere i Madrid Brudeparret. I Nivaagaards Malerisamling findes et mandsportræt, som forsker, Gustavo Frizzoni, tilskriver Lotto.

## Ældre Litteratur
- B. Berenson, Lorenzo Lotto, [New York-London 1895];
- O. Jørgensen, Lotto, ["Tilskueren" 1908]

1. ↑  Navnet er anført på engelsk og stammer fra Wikidata hvor navnet endnu ikke findes på dansk.
2. ↑  Navnet er anført på engelsk og stammer fra Wikidata hvor navnet endnu ikke findes på dansk.
3. ↑  Navnet er anført på engelsk og stammer fra Wikidata hvor navnet endnu ikke findes på dansk.
4. ↑  Navnet er anført på engelsk og stammer fra Wikidata hvor navnet endnu ikke findes på dansk.
5. ↑  Navnet er anført på engelsk og stammer fra Wikidata hvor navnet endnu ikke findes på dansk.